# Ренен (Утрехт)

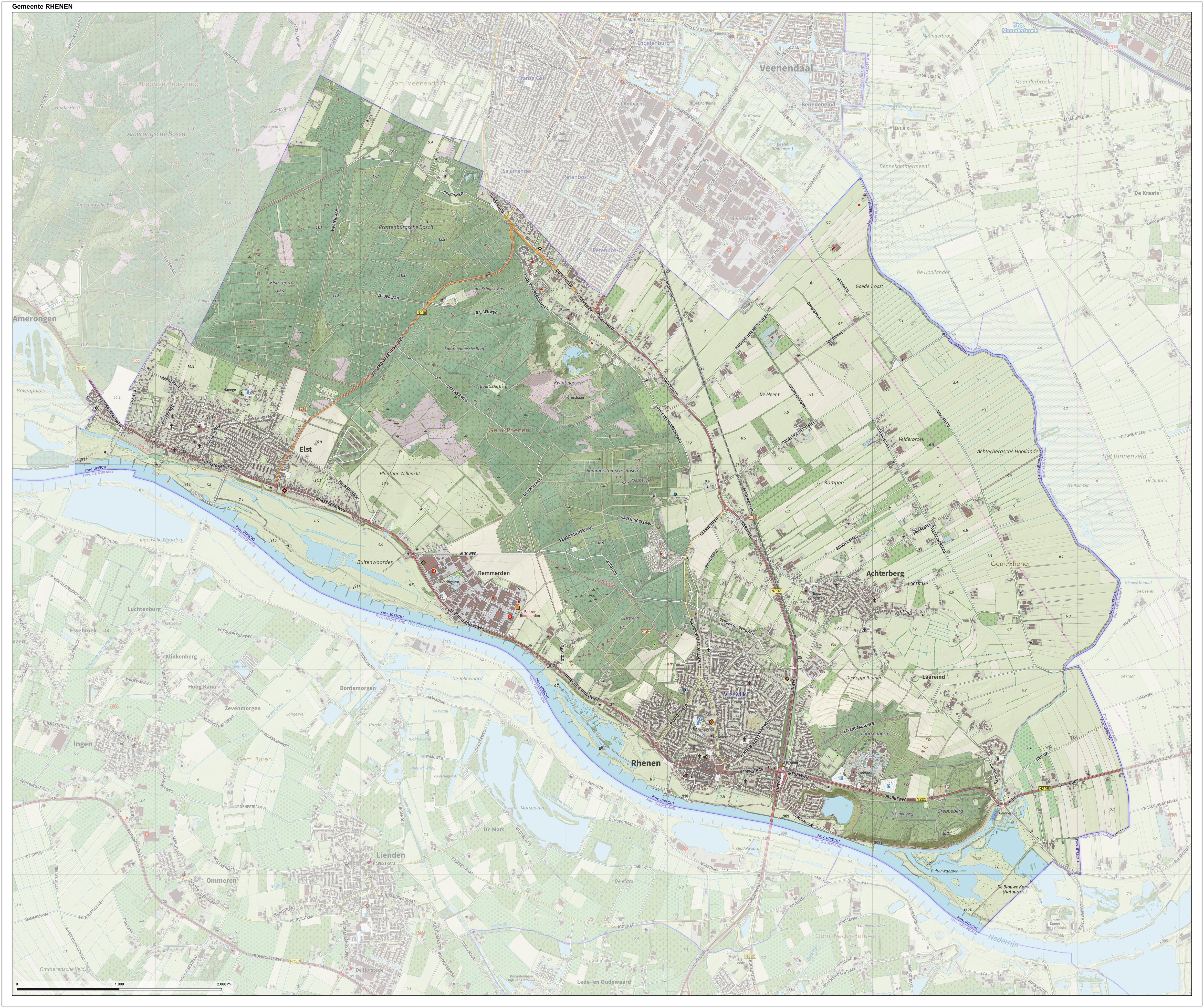
Топографічна мапа Ренена (2015)

Ренен (нід. Rhenen) — місто і громада у нідерландській провінції Утрехт. Розташовано на правому березі Рейну на відрогах Утрехтських пагорбів. Через це місто має досить унікальну для Нідерландів зміну висот із найвищою точкою близько 50 метрів на східних околицях. Населення міста станом на 1 січня 2016 року складає 19 402 особи.

## Історія
Ренен отримав міські права 1258 року. У 1346 році, через те що місто було розташовано на кордоні із Гелдерном, єпископом утрехтським була ініційована споруда захисного муру навколо міста. Не зважаючи на те що троє міських воріт було зруйновано у 1840 році, досить великі частини міського муру збереглися і зараз.

## Транспорт
Залізничну станцію було відкрито у 1886 році. Під час Другої світової війни залізничний міст через річку  Рейн було зруйновано і діяльність станції припинено. Повторне відкриття відбулось 1981 року. Наразі станція є тупіковою на залізничній гілці що є відгалуженням від гілки Утрехт — Арнем і обслуговує близько 2-х тисяч пасажирів щодня.
Автобусні маршрути поєднують Ренен із Утрехтом та Вагенінгеном.

## Цікавий факт
У місті Ренен знаходиться зоопарк «Ведмежий рай», до якого 27 жовтня 2021 року відправили ведмедів Лялю та Маля, які жили в зоокутку Запорізької дитячої залізниці 20 років. Відтепер вони перебувають у зоопарку «Ведмежий рай». Косолапі провели в дорозі 50 годин, їх перевезення у спеціальних контейнерах здійснив фонд транспортування та облаштування тварин «Bears in Mind».